# Oxalis incisa
Oxalis incisa är en harsyreväxtart som beskrevs av Melinda Fay Denton. Oxalis incisa ingår i släktet oxalisar, och familjen harsyreväxter. Inga underarter finns listade i Catalogue of Life.